# Aniceto Lagarde
Aniceto Lagarde Carriquiri (Pamplona, 17 de abril de 1832 – Pamplona, 27 de enero de 1909) fue un ingeniero y pintor español.

## Biografía
Natural de la ciudad de Pamplona, ejerció el cargo de ingeniero de caminos de Navarra, así como otros relacionados con el gobierno y cultura navarros. 
Aficionado al dibujo, dejó una extensa obra regionalista de dibujos y grabados sobre Navarra. De su mano están firmados el plano y los alzados del Palacio Real de Olite adjuntados en la Memoria sobre las ruinas del Palacio Real de Olite presentada por Juan Iturralde y Suit (1870).
Parte de su obra fue publicada en el libro Recuerdos de una guerra civil, que recoge escenas de la última guerra carlista en Navarra y el asedio de Pamplona de 1874-1875, y en el que también se incluyen otras obras de su hermano Nemesio Lagarde, también pintor, aunque militar de profesión.

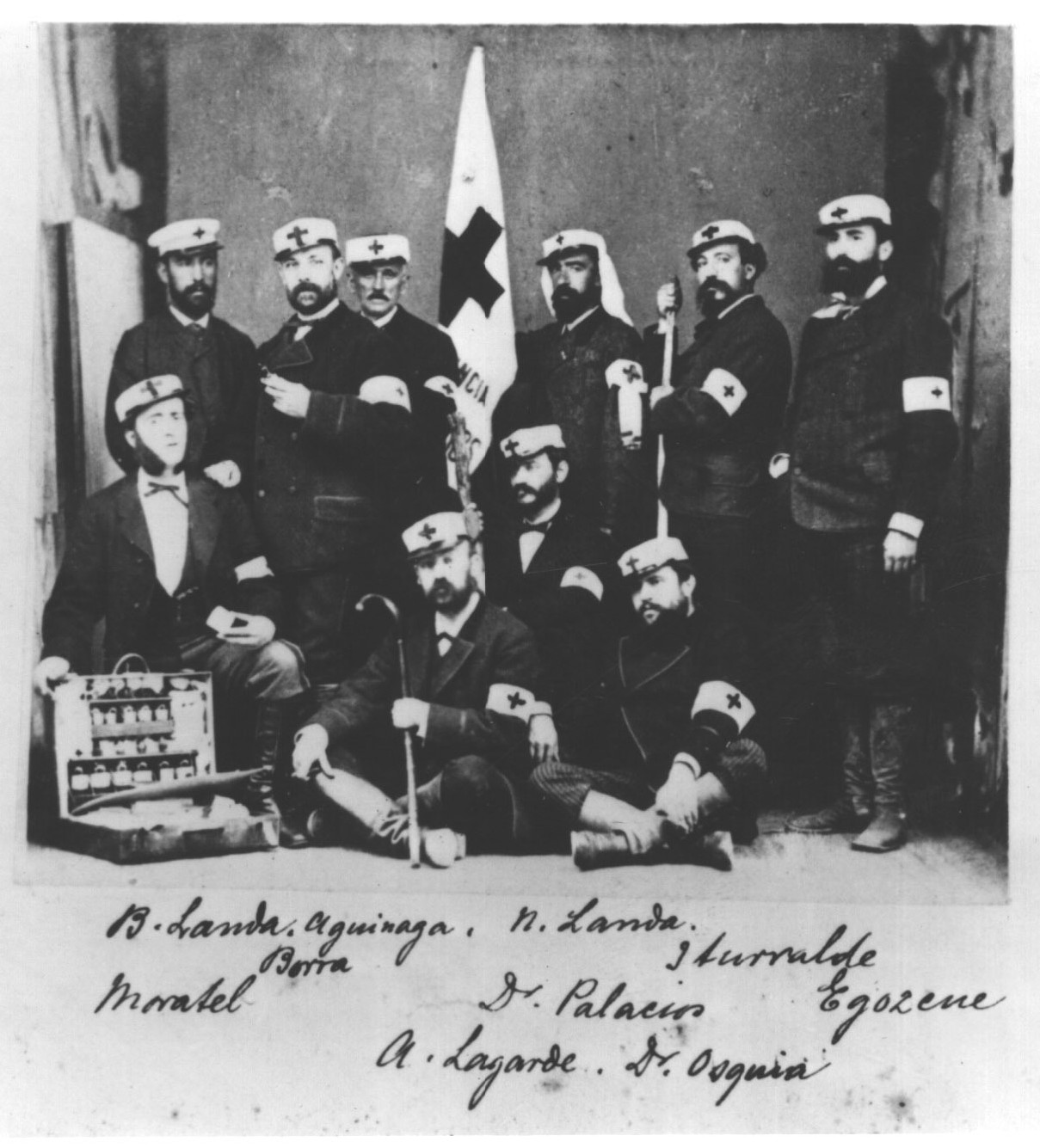
Primer equipo de la Cruz Roja Española, en Navarra, en el año 1872. Sentado abajo, a la izquierda, Aniceto Lagarde

Fue uno de los fundadores de Cruz Roja Navarra «formando parte del selecto grupo conocido como "Los camilleros de Landa" que actuaron por primera vez en 1872.
Fue miembro de la Real Academia de Bellas Artes de San Fernando, de la Escuela de Artes y Oficios de Pamplona, de la Comisión de Monumentos Históricos y Artísticos de Navarra, académico correspondiente de la Real Academia de la Historia y uno de los fundadores de la Asociación Euskara de Navarra en 1877, en la que también participaron otros navarros destacados como Arturo Campión, Hermilio de Olóriz o Serafín Olave, entre otros, aunque «la deriva nacionalista que experimentó la citada institución, hicieron que primero rechazase la presidencia (1880), para más tarde darse de baja de la misma (1882)».